# FC Speranța Drochia
El FC Speranța Drochia es un club de fútbol moldavo con sede en Drochia. Juegan en la Liga 1 de Moldavia, la segunda división del fútbol moldavo.

## Historia
Fundado en 1976, el club pasó dos temporadas en la Segunda División Soviética de Fútbol, tras lo cual jugó en el campeonato de fútbol de la República Socialista Soviética de  Después de la independencia de Moldavia en 1991, Speranța jugó en las tres primeras temporadas en la Liga 1, antes de que el club se disolviera en 1996. En 2007, el club resucitó como CS Drochia, jugando en la Liga 2. En julio de 2016, el club volvió al antiguo nombre Speranța Drochia y en 2018 ascendió a la segunda división.  En 2022, Speranța terminó en el puesto 11 de 12 equipos y descendería al tercer nivel. Sin embargo, mantuvieron su lugar en la liga después de que otro equipo, Iskra Rîbnița, descendiera voluntariamente.

## Palmarés
- Liga 2

Campeón (1): 2018